# Brovaktarparken

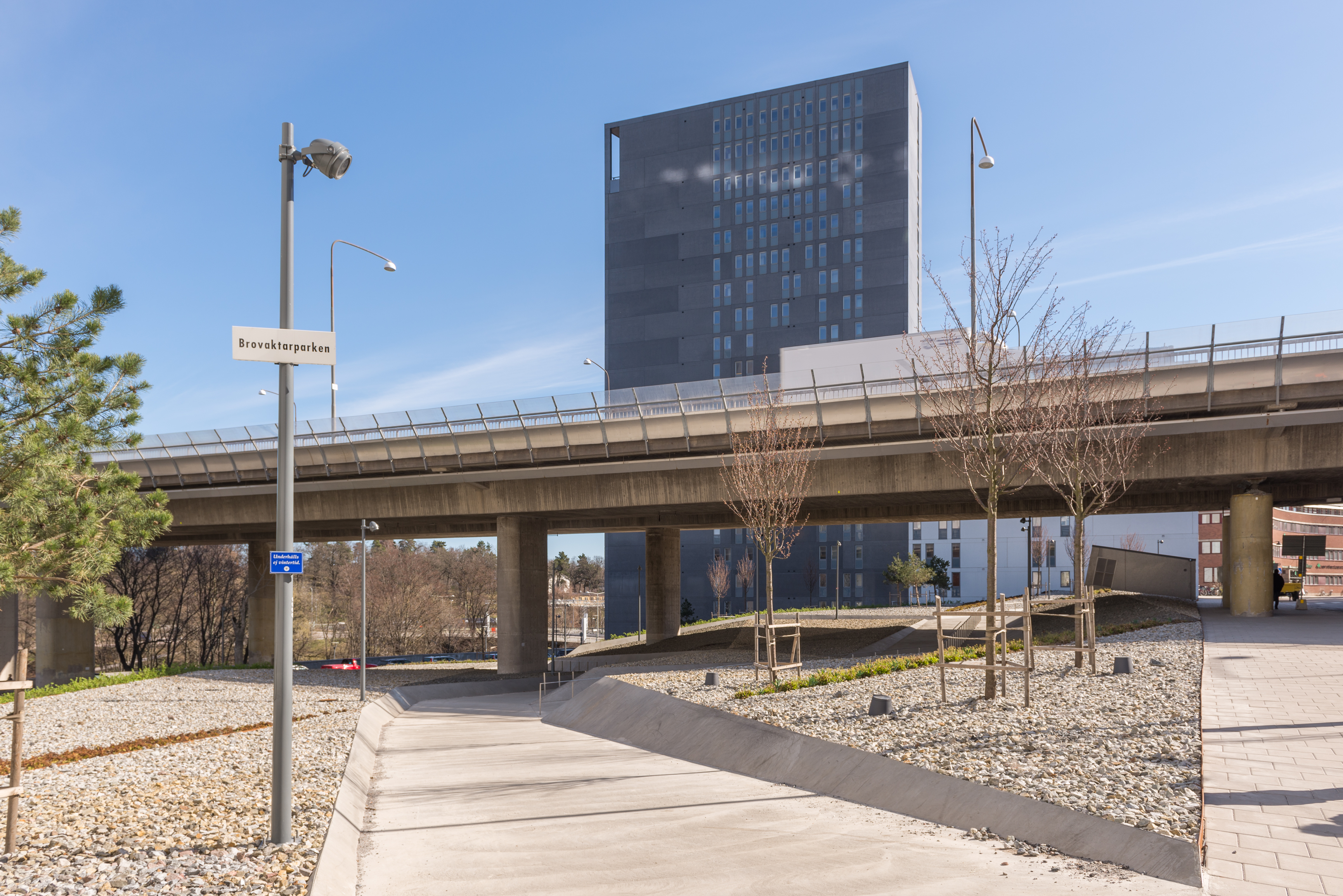
Brovaktarparken, Kungsholmsporten och Essingeleden, 2014.

Brovaktarparken är en park under Essingeleden i stadsdelen Kungsholmen i Stockholm. Brovaktarparken  har sitt namn efter kvarteret Brovakten, som i sin tur är uppkallad efter den ännu bevarade vaktstugan, Lilla Hornsberg intill Karlbergskanalen, som tillhörde malmgården Stora Hornsberg. Parken nominerades till Årets Stockholmsbyggnad 2014.

## Beskrivning

### Historisk bakgrund

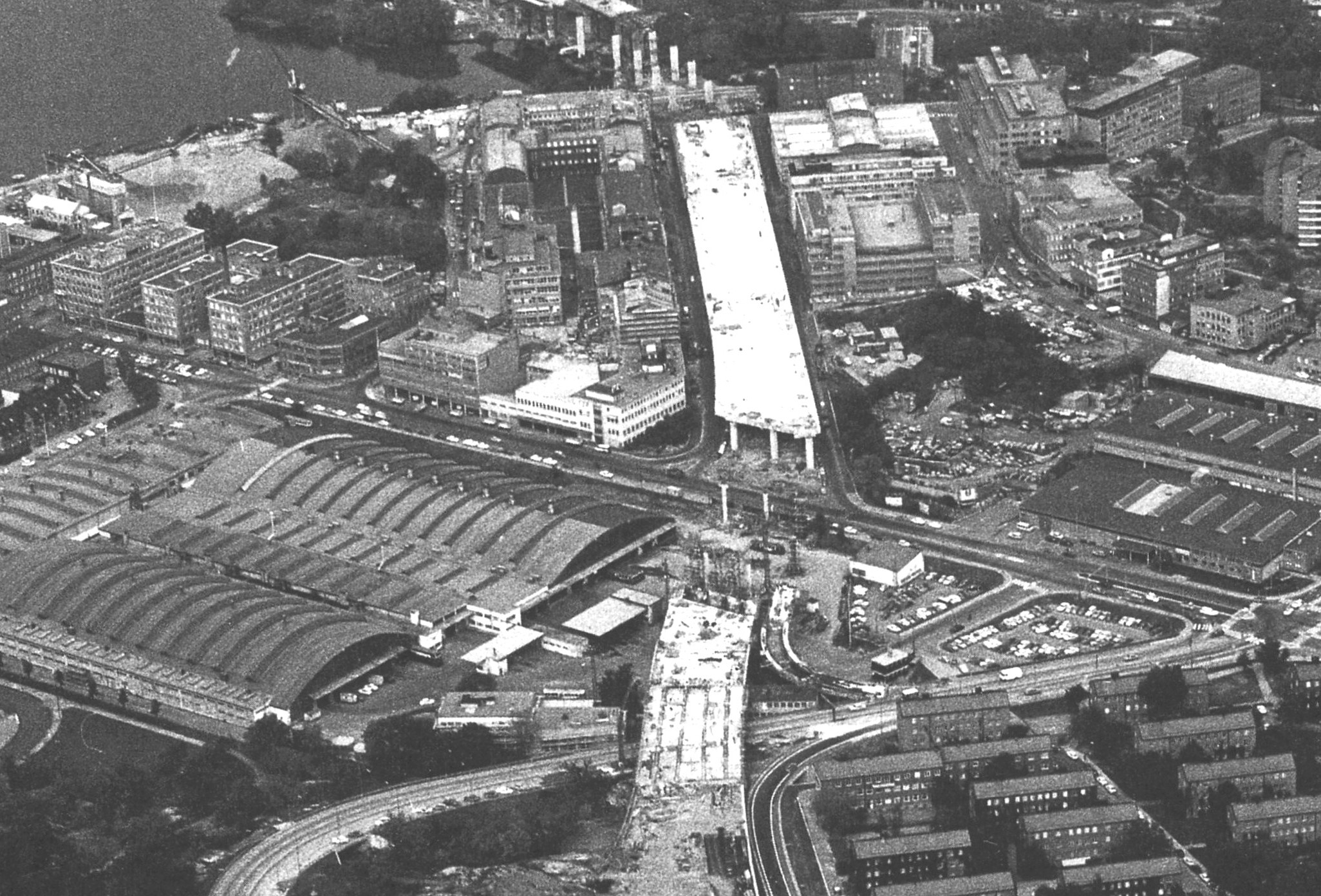
Essingeledens viadukt byggs genom Kristineberg med Hornsbergs strand i bakgrunden, 1968.

Där Brovaktarparken finns idag planerades år 1887 Hornsbergs villastad, men det blev aldrig någon framgång och bolaget lyckades inte sälja en enda tomt. Idag påminner bara några av de romantiska kvartersnamnen om projektet. Istället uppfördes industri- och kontorshus och i slutet på 1960-talet drogs Essingeleden på en viadukt genom området som blev delat. Platsen under Essingeleden nyttjades huvudsakligen som förråd och bilparkering och hade inget större estetiskt värde.

### Projekt Lindhagen och Brovaktarparken
Projekt Lindhagen var ett stadsutvecklingsprojekt i stadsdelarna  Stadshagen och Kristineberg på nordvästra Kungsholmen. Bland kvarteren som ingick i projektet fanns Brovakten och Lusten, båda omfattar bostadsbebyggelsen Hornsbergs strand som stod färdig år 2013. Så fick området under Essingeleden ny betydelse. Byggherre för Brovaktarparken var Stockholms stad och landskapsarkitekten var Nod Combine. 
Brovaktarparken sträcker sig längs Karlbergskanalens strand och in mellan tvillingtornen Kungsholmsporten samt en bit in under den upphöjda Essingeleden. I väst ansluter Hornsbergs strandpark som invigdes den 16 maj 2012. Under Essingeledens viadukt skapades en sluttande terrasspark med fokus på ljussättning och tillgänglighet. Trots att parken ligger i en sluttning ner mot kanalen har trappor helt undvikits. På så vis är Brovaktarparken handikappanpassad och blivit till en ny plats för skateboardare. Ytorna är råa med hårda kontraster mellan ljus betong och makadam och svart grus. I mitten står ett dött och på kvällen upplyst träd.
| ”                                                                                           | En plats under en bro mellan höga hus har blivit ett eget parkrum. Inspirerad av vägbankar lockar den till rull och lek, inte ro och picknick. Rätt park på rätt plats. Ett välkommet byggnadsverk i staden! | „ |
| – Karolina Keyzer, Stadsarkitekt i Stockholms stad och jurymedlem i Årets Stockholmsbyggnad | |   |

## Sienapriset
Brovaktarparken fick Sienapriset 2014.

## Bilder

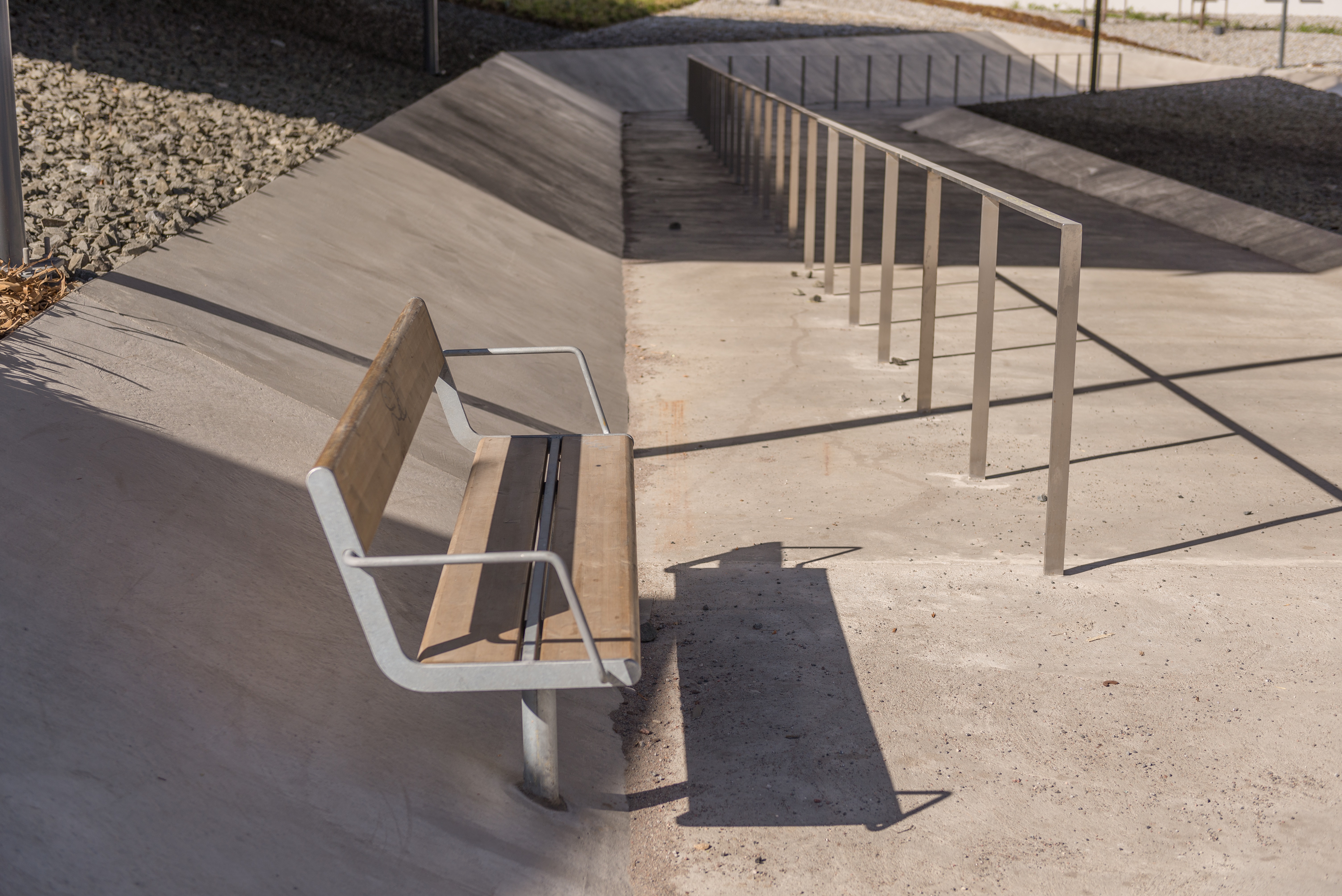
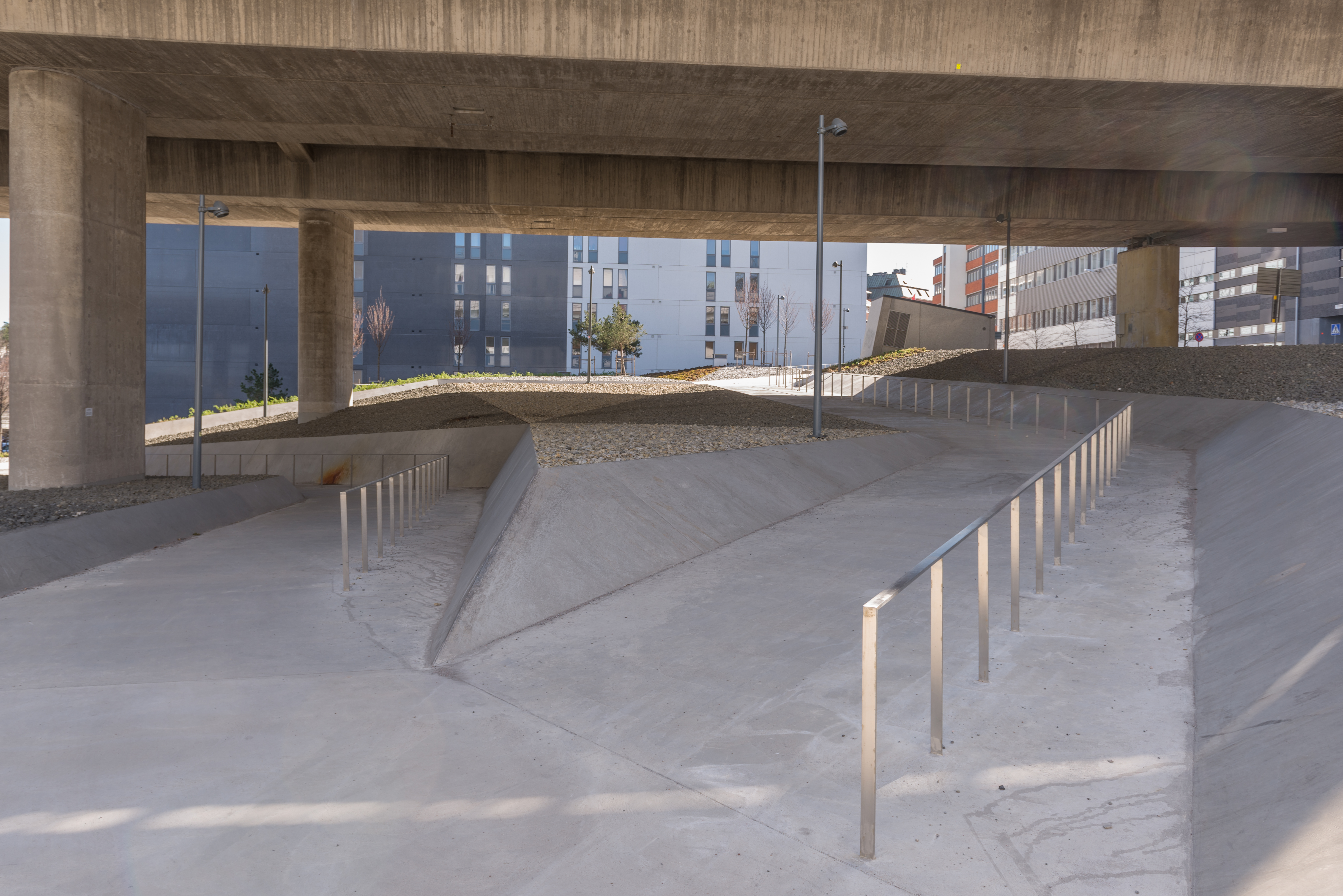
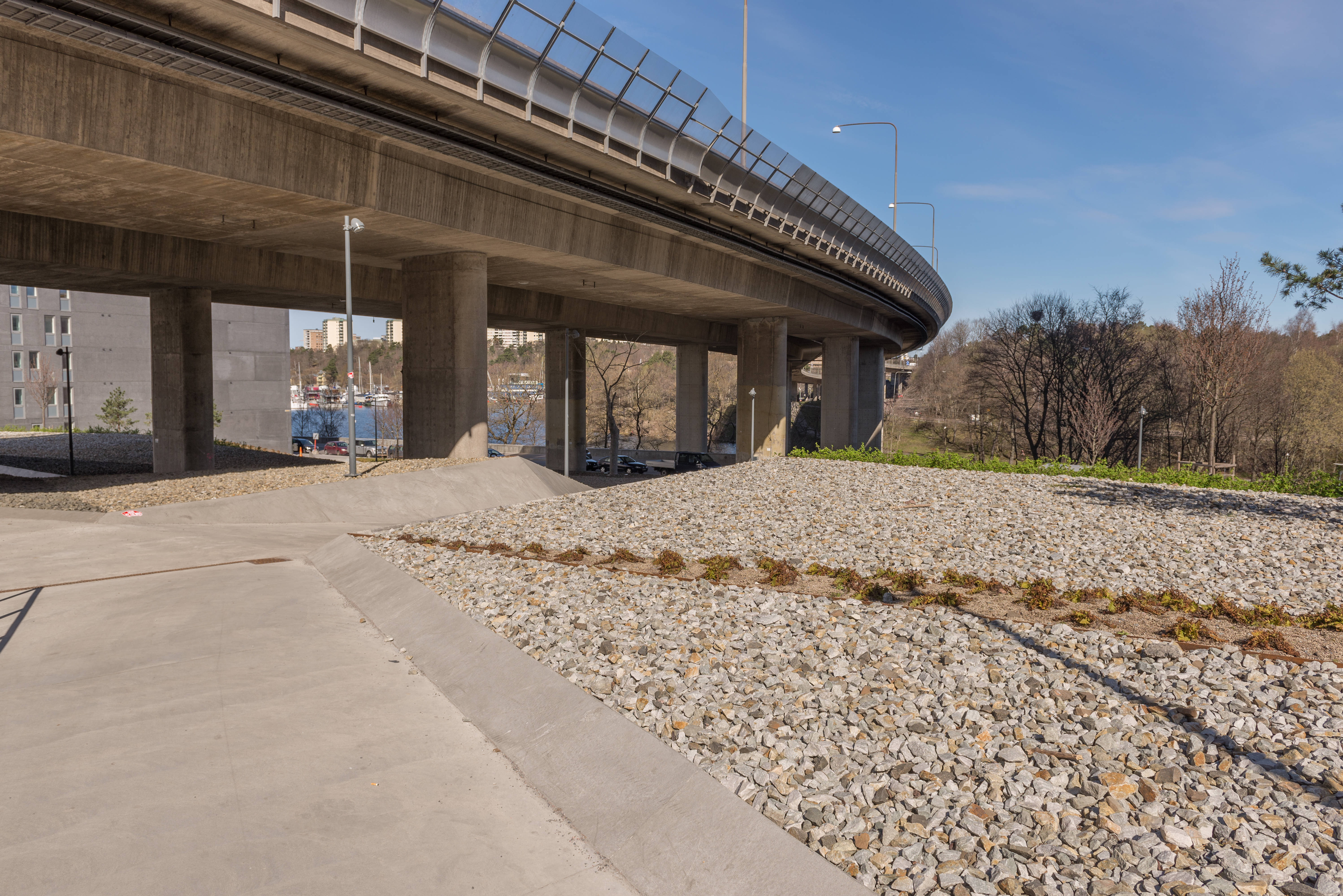
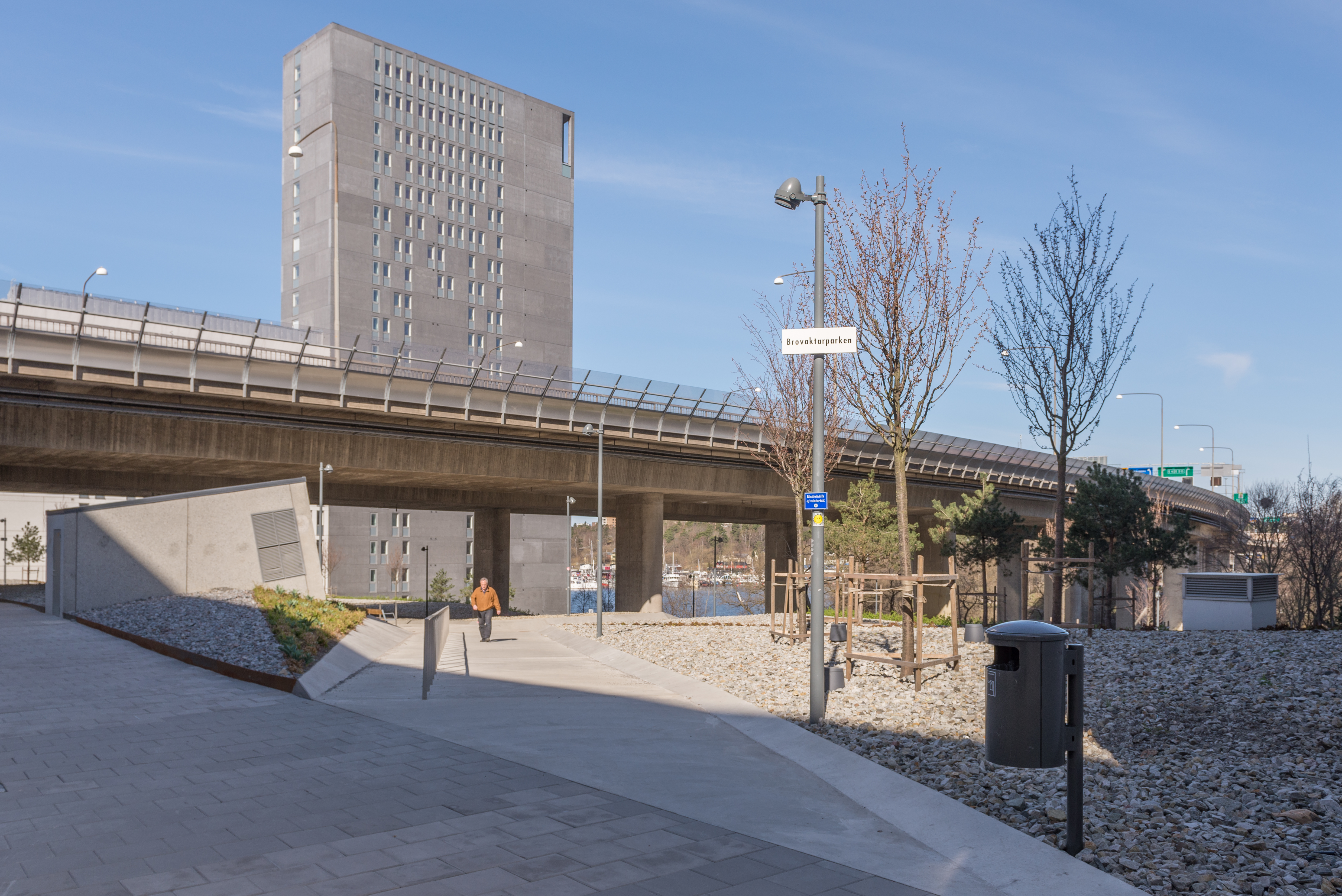